# Chlorostilbon notatus
Chlorostilbon notatus е вид птица от семейство Колиброви (Trochilidae), единствен представител на род Chlorestes.

## Разпространение
Видът е разпространен в Бразилия, Венецуела, Гвиана, Еквадор, Колумбия, Перу, Суринам, Тринидад и Тобаго и Френска Гвиана.